# Tatsuma Sakai
Tatsuma Sakai (japanisch 酒井 達磨 Sakai Tatsuma; * 21. März 1996 in der Präfektur Ōita) ist ein japanischer Fußballspieler.

## Karriere
Tatsuma Sakai erlernte das Fußballspielen in der Universitätsmannschaft der Shunan University. Seinen ersten Vertrag unterschrieb er 2018 beim Matsue City FC. Der Verein aus Matsue, einer Stadt in der Präfektur Shimane, spielte in der fünften Liga, der Chūgoku Soccer League. Am Ende der Saison wurde er mit dem Verein Meister und stieg in die vierte Liga auf. 2020 wurde er mit neun Treffern Torschützenkönig der Liga. Bei Matsue stand er bis Ende 2020 unter Vertrag. Die Saison 2021 stand er beim ebenfalls in der vierten Liga spielenden Veertien Mie unter Vertrag. Nach 26 Ligaspielen wechselte er im Januar 2022 zum Ligarivalen FC Maruyasu Okazaki nach Okazaki. Für Okazaki bestritt er 24 Ligaspiele, in denen er 14 Tore erzielte. Der Drittligaaufsteiger Nara Club nahm ihn im Januar 2023 unter Vertrag. Sein Drittligadebüt für den Verein aus Nara gab Tatsuma Sakai am 5. März 2023 (1. Spieltag) im Heimspiel gegen den Matsumoto Yamaga FC. Bei der 0:2-Heimniederlage wurde er in der 60. Minute für Masahiro Kaneko eingewechselt.

## Erfolge
Matsue City FC
- Chūgoku Soccer League: 2018  ▲

## Auszeichnungen
Japan Football League
- Torschützenkönig: 2020